# Fama, Minas Gerais
Fama este un oraș în Minas Gerais (MG), Brazilia.